# 対潜迫撃砲

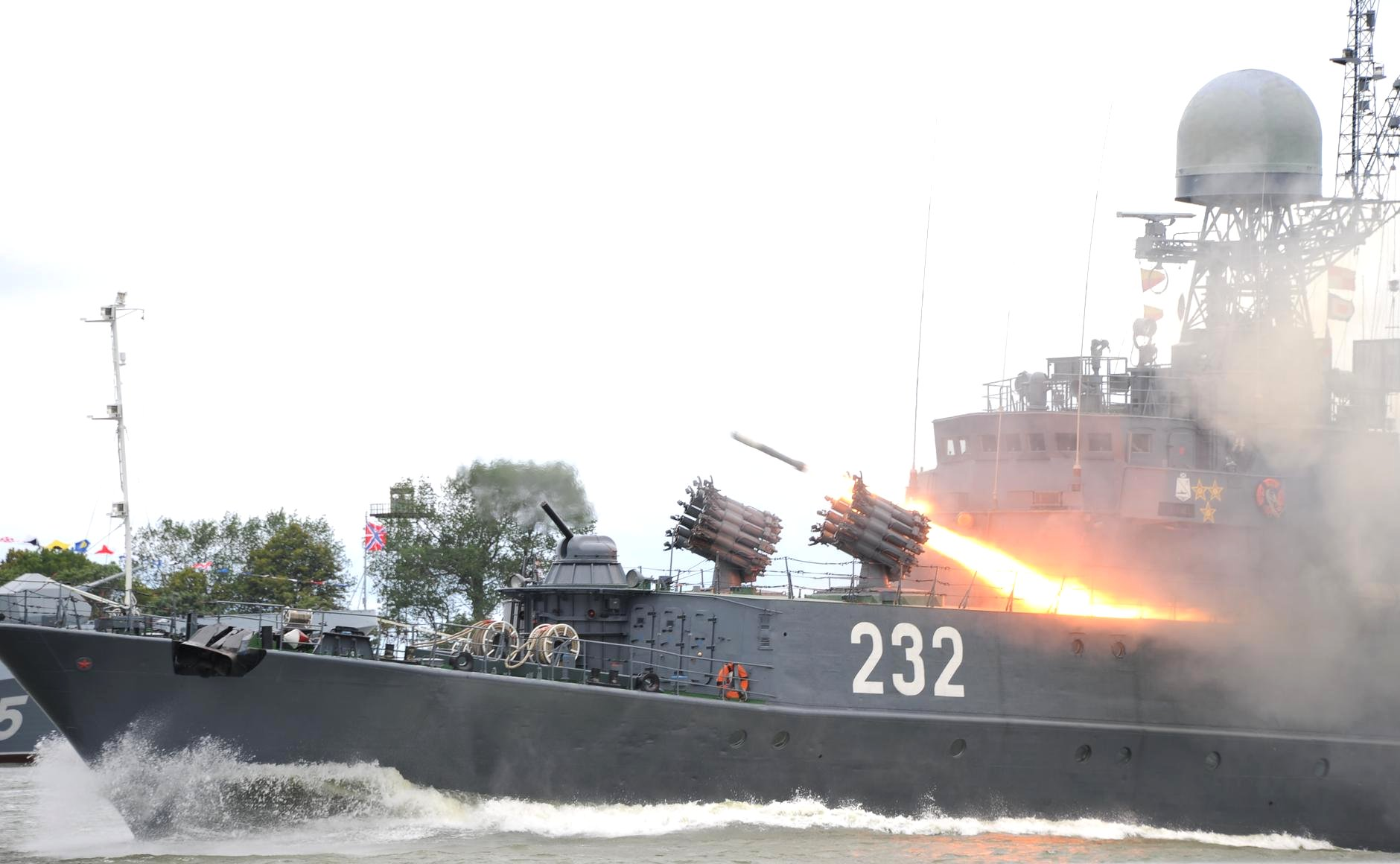
RBU-6000対潜ロケット発射機の発射シーン。

対潜迫撃砲（たいせんはくげきほう、英語: Anti-submarine mortar）は、対潜兵器として用いられる迫撃砲システムの総称。日本の防衛庁規格では、対潜弾の投射器材を対潜弾投射機（projector）と規定している。

## 対潜弾

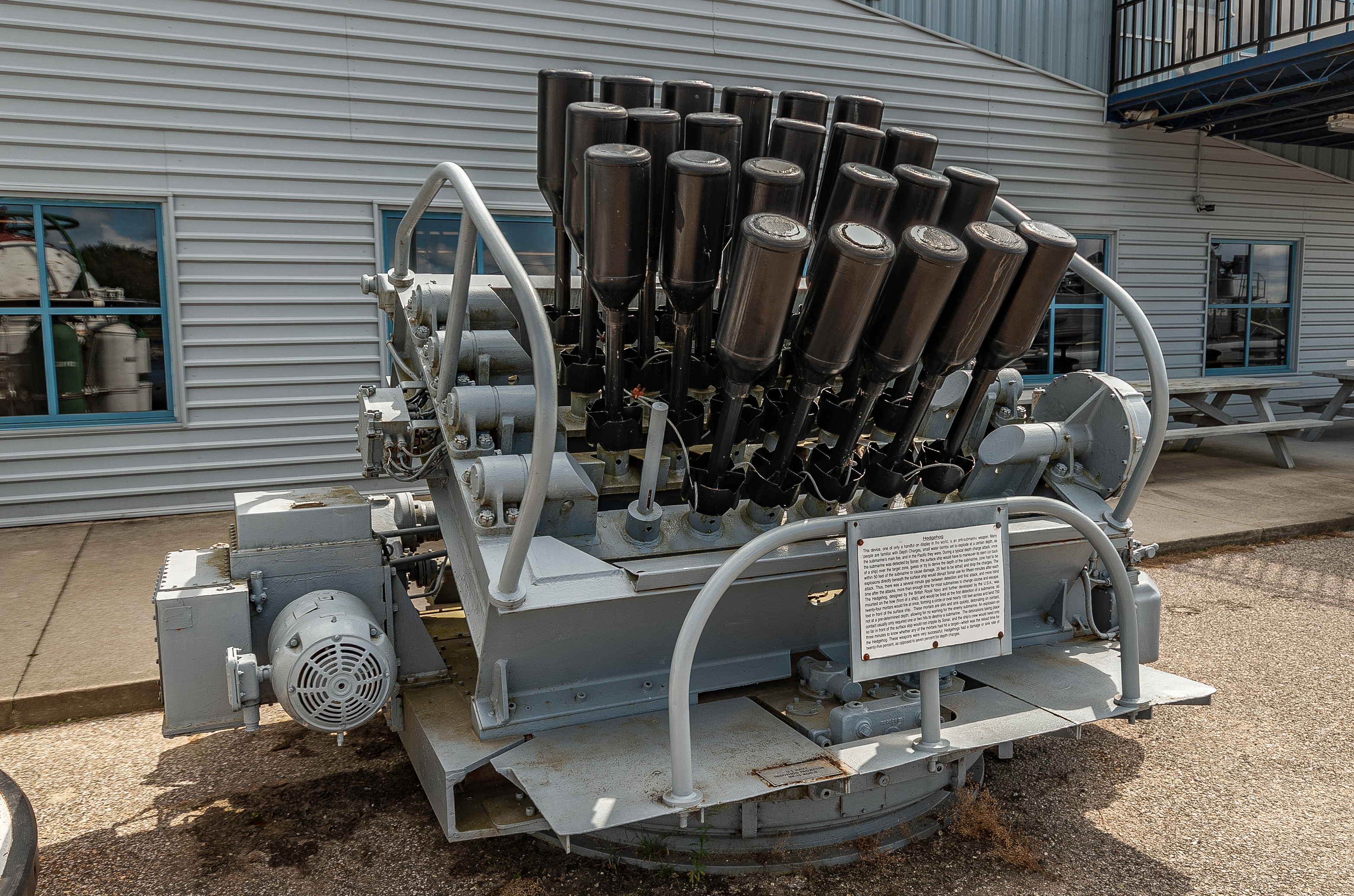
ヘッジホッグ。イギリス製で、第二次大戦中の代表的な対潜弾投射機。

対潜弾とは、爆雷のうち発射薬の点火によって水上艦艇から発射され、空中を飛翔するものと定義される。
当初、爆雷は単に軌条などから海中へ転げ落とされるだけだったが、第一次世界大戦の後半には臼砲式の投射機が実用化され、艦の横に向けて爆雷を投射することで、目標とする潜水艦を広く包みこめるようになっていた。しかし水上艦艇が装備するアクティブ・ソナー（探信儀）の探知範囲は水平方向に広い一方、艦の直下への探知能力は極めて低いため、攻撃直前に水上艦艇が潜水艦の上に到達して爆雷を投下・投射しようという一番肝心なときに目標を見失うという問題は未解決のままだった。
このことから、爆雷を前方に投射するための前投兵器（Forward-throwing / Ahead-throwing weapon）が求められるようになった。その端緒となったのが1942年にイギリス海軍が装備化したヘッジホッグであり、対戦車用のブラッカー・ボンバードをもとにしたスピガット・モーターを多連装に配したものであった。その後は、炸薬量向上の要請およびソナーの精度向上に伴って、ストークス・モーター式の大口径迫撃砲を少数門束ねて用いるように方針転換し、スキッド、リンボーが相次いで実用化された。
アメリカ海軍では、第二次大戦時に用いられた各種の対潜兵器の撃沈力について、下表のように見積もっていた。これは、攻撃誤差の分布と支配容積をもとに算出されていた。
| 兵器の種類        | 潜水艦深度           | 爆雷数 | 予期効果 |
| ----------------- | -------------------- | ------ | -------- |
| 深度爆雷          | 100-300 ft (30-91 m) | 9発    | 6%       |
| 触発爆雷          | 100-300 ft (30-91 m) | 9発    | 24%      |
| ヘッジホッグMk.10 | 100-300 ft (30-91 m) | 24発   | 28%      |
| スキッド          | 200±30 ft (61±9 m)   | 6発    | 26%      |

## 対潜ロケット弾

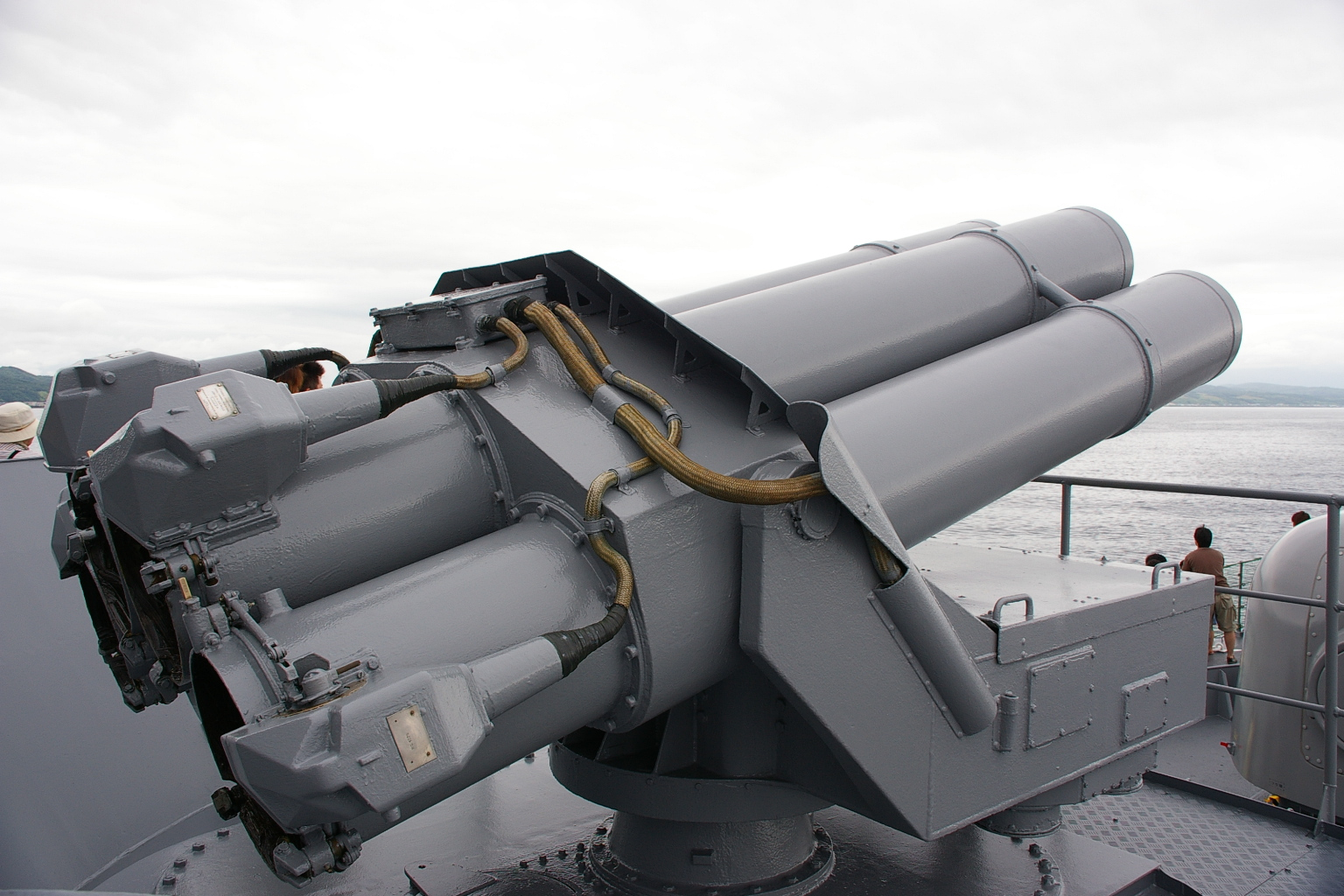
M/50 375mm対潜ロケット発射機。スウェーデン製で、西側諸国の代表的な機種。

対潜ロケット弾は飛翔にロケット推進を用いるものである。大戦後の1950年代には、アメリカ海軍でウェポン・アルファが装備化され、海上自衛隊でも導入された。またスウェーデンで開発されたM/50 375mm対潜ロケット発射機は、スウェーデン海軍はもちろんのこと、フランスやドイツ、オランダなどヨーロッパ諸国のほか、海上自衛隊でも導入され、対潜兵器としてのロケット発射機の代名詞となった。
対潜ロケット弾の能力は基本的に潜望鏡深度までの潜水艦攻撃に限られており、潜水艦の潜航能力が向上するにつれて、あまり用いられなくなっていった。ただし東側諸国においては、対潜ロケット発射機は広く運用され続けている。

## 代表的な機種
アメリカ合衆国
- マウストラップ
- ウェポン・アルファ

 イギリス
- ヘッジホッグ
- スキッド
- リンボー

 イタリア
- メノン（英語版）

 スウェーデン
- M/50 375mm対潜ロケット発射機
- エルマ

 ソビエト連邦/ ロシア
- RBU-900
- RBU-1000
- RBU-1200
- RBU-2500（ロシア語版）
- RBU-6000
- RBU-12000

 中国
- RBU-3200

 ノルウェー
- テルネ（英語版）